# Xã Wayne, Quận Knox, Ohio
Xã Wayne (tiếng Anh: Wayne Township) là một xã thuộc quận Knox, tiểu bang Ohio, Hoa Kỳ. Năm 2010, dân số của xã này là 892 người.